# Chloroclystis angelica
Chloroclystis angelica är en fjärilsart som beskrevs av Claude Herbulot 1968. Chloroclystis angelica ingår i släktet Chloroclystis och familjen mätare. Inga underarter finns listade i Catalogue of Life.